# Oxalis vulcanicola
L'ossalide vulcanica (Oxalis vulcanicola Donn.Sm., 1897) è una pianta erbacea, perenne appartenente alla famiglia delle Oxalidacee.

## Distribuzione e habitat
La specie è diffusa in  Messico e America centrale (Costa Rica, El Salvador, Guatemala e Panama).